# ウィリアム・カー (第6代ロジアン侯爵)
第6代ロジアン侯爵ウィリアム・カー（英: William Kerr, 6th Marquess of Lothian, KT FRSE、1763年10月4日 - 1824年4月27日）は、イギリス・スコットランドの貴族。

## 経歴
1763年10月4日、スコットランド貴族第5代ロジアン侯爵ウィリアム・カーとその妻エリザベス(旧姓フォーテスキュー)の間の長男として生まれる。
1794年から1796年までフリーメイソンのスコットランド・グランドロッジ・グランドマスターを務めた。
1815年1月4日に父の死によりロジアン侯爵位を継承。1817年から1821年にかけてスコットランド貴族の貴族代表議員に選出されて貴族院議員となる。1821年7月17日に連合王国貴族爵位カーシーのカー男爵に叙され、以降自動的に貴族院議員に列する。
1812年から1824年にかけてロックスバラシャー知事、1819年から1824年にかけてミッドロージアン知事を務めた
1824年4月27日、ロンドン・リッチモンドで死去。
なお彼のひ孫であるチャルズ・カーは1940年にサウサンプトン州バークレアのテヴィオット男爵(Baron Teviot, of Burghclere in the County of Southampton)に叙されて、その子孫が現在に至っている。

## 栄典

### 爵位
- 1815年1月4日、第6代ロジアン侯爵(1701年創設スコットランド貴族爵位)
- 1815年1月4日、第7代ロジアン伯爵(1631年創設スコットランド貴族爵位)
- 1815年1月4日、第8代アンクリーム伯爵(1633年創設スコットランド貴族爵位)
- 1815年1月4日、第6代アンクリーム伯爵(1701年創設スコットランド貴族爵位)
- 1815年1月4日、第6代ブライエン子爵(1701年創設スコットランド貴族爵位)
- 1815年1月4日、第9代ジェドバラ卿(1622年創設スコットランド貴族爵位)
- 1815年1月4日、第7代ニューバトルのカー卿(1631年創設スコットランド貴族爵位)
- 1815年1月4日、第8代ニスベットのカー卿(1633年創設スコットランド貴族爵位)
- 1815年1月4日、第6代ニューボトルのカー卿(1701年創設スコットランド貴族爵位)
- 1821年7月17日、初代カーシーのカー男爵(連合王国貴族爵位)[1]

### 栄典
- 1820年、シッスル勲章ナイト(KT)[1]

## 家族
1793年に第2代バッキンガムシャー伯爵ジョン・ホバートの娘ハリエット・ホバート・ハンプデンと結婚し、彼女との間に以下の4子を儲ける。
- 第1子(長男)ジョン・カー（英語版） (1794–1841) - 第7代ロジアン侯爵位を継承
- 第2子(次男)ションバーグ・ロバート・カー  (1795–1825) - 陸軍軍人
- 第3子(長女)イザベラ・エミリー・キャロライン・カー (1797&ndash1858)
- 第4子(三男)ヘンリー・フランシス・チャールズ・カー (1800–1882)

1805年に先妻と死別し、1806年に第3代バクルー公爵ヘンリー・スコットの娘ハリエットと再婚し、彼女との間に以下の8子を儲けた。
- 第5子(次女)エリザベス・ジョージアナ・カー(-1871) - 第19代クリントン男爵チャールズ・トレフューシス（英語版）と結婚
- 第6子(三女)ハリエット・ルイーザ・アン・カー(-1884) - 第8代準男爵ジョン・ヘプバーン＝フォーブス（英語版）と結婚
- 第7子(四女) フランセス・カー (-1863) ジョージ・ウェーデと結婚。
- 第8子(五女)アン・キャサリン・カー (-1829)
- 第9子(六女)ジョージアナ・オーガスタ (-1859) グランヴィル・フォーブスと結婚。
- 第10子(四男)チャールズ・レノックス・カー (1814-1898) - 陸軍軍人
- 第11子(五男)マーク・ラルフ・ジョージ・カー (1817–1900) - 陸軍軍人
- 第12子(六男)フレデリック・ハーバート・カー (1818-1896)  - 海軍提督